# Ел Ранчо (Њу Мексико)
Ел Ранчо (енгл. El Rancho) насељено је место без административног статуса у америчкој савезној држави Њу Мексико.

## Демографија
По попису из 2010. године број становника је 1.199, што је 382 (46,8%) становника више него 2000. године.
| Група             | 2000.       | 2010.       |
| Белци             | 207 (25,3%) | 281 (23,4%) |
| Афроамериканци    | 0 (0,0%)    | 2 (0,2%)    |
| Азијати           | 0 (0,0%)    | 3 (0,3%)    |
| Хиспаноамериканци | 574 (70,3%) | 872 (72,7%) |
| Укупно            | 817         | 1.199       |